# Hadforbrydelse
 Der er for få eller ingen kildehenvisninger i denne artikel, hvilket er et problem. Du kan hjælpe ved at angive troværdige kilder til de påstande, som fremføres i artiklen.

Hadforbrydelse eller hate crime er en ikke-juridisk betegnelse[kilde mangler] for forbrydelser, hvor motivet hænger sammen med offerets etnicitet, race, hudfarve, religion, seksuelle orientering etc.
Begrebet er internationalt og adskiller sig fra andre forbrydelser ved at motivet snarere er had mod en gruppe, som offeret tilhører (eller formodes at tilhøre), end forårsaget af personlige bevæggrunde. Offeret er således en repræsentant for noget som gerningsmanden er imod, og forbrydelsen er ikke relateret til de indblandedes personlige forhold. I straffelovens § 81, nr. 6, er det fastlagt som en skærpende omstændighed, hvis "gerningen har baggrund i andres etniske oprindelse, tro, seksuelle orientering eller lignende".

## Statistik

### Danmark
I 2013 blev der anmeldt 245 sager om hadforbrydelser I Danmark, hvilket var et fald på 23 % i forhold til 2012.